# والیاپالای
والیاپالای (به لاتین: Valliyappalai) یک منطقهٔ مسکونی در سری‌لانکا است که در استان شمالی (سری‌لانکا) واقع شده‌است.